# Guerra angloirlandesa

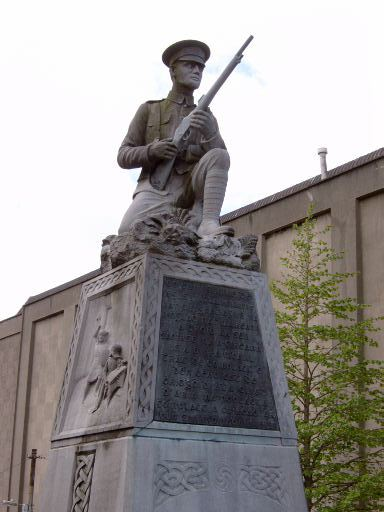
Monument als combatents per la independència d'Irlanda

La Guerra angloirlandesa o Guerra d'Independència Irlandesa (gaèlic irlandès Cogadh an Neamhspleachais) fou una campanya guerrillera organitzada per l'Exèrcit Republicà Irlandès contra la RIC i els voluntaris de la Gran Bretanya, anomenats despectivament black and tans, legitimada pel Dáil Éireann escollit el 1918. Va durar del 1919 fins a la treva de juliol de 1921, que portaria a la signatura del Tractat Angloirlandès de desembre de 1921

## Antecedents
Des de finals del 1880, el Partit Parlamentari Irlandès de Charles Steward Parnell i més tard John Redmond demanaren autonomia (home rule) per a Irlanda per via política i parlamentària. El 1905 el Sinn Féin d'Arthur Griffith plantejava fins i tot la independència. El 1912 els britànics garantiren l'autogovern irlandès, però els unionistes formaren una força armada per a impedir-ho, els Voluntaris de l'Ulster. Com a resposta, els nacionalistes irlandesos crearen el 1913 els Voluntaris Irlandesos. El retard sine die de l'aplicació de l'autogovern va decebre els nacionalistes més radicals, que aprofitaren que els britànics eren lluitant a la Primera Guerra Mundial per a organitzar l'aixecament de Pasqua de 1916. Tot i que l'aixecament fou un fracàs, la repressió desmesurada i la conscripció obligatoria de soldats irlandesos el 1918 va donar fortes simpaties al nacionalisme radical.
Els empresonats pels fets de Pasqua foren tancats en camps de concentració. En el de Frongoch (Gal·les) Mícheál Ó Coileáin i Cathal Brugga (1874-1922) reorganitzaren l'Exèrcit Republicà Irlandès (IRA), amb 600 republicans empresonats; les flying columns tindran una disciplina fèrria i idearà el National Loan (Fons de Préstecs a l'Estat), antecedent de l'"impost revolucionari". El 1917 en foren alliberats 1.916 presos, i alhora Eamon de Valera (1882-1975), adoptat com a candidat pel Sinn Féin, guanyà les eleccions al comtat d'East Clare. Simultàniament, es produïa una vaga de fam dels presos que reclamaven l'estatut de presoner de guerra, i en ella va morir el fenià rebel Thomas Ashe.
Per l'octubre del 1917 se celebrà l'Ard Fheis (Congrés) del Sinn Féin, partit que va aixoplugar la majoria dels partidaris de la revolta, on es faran triomfar les tesis de Mícheál Ó Coileáin: canvien la monarquia dual per la independència total i republicana d'Irlanda, i nomenaren Eamon de Valera president del partit. El març del 1918 Coileáin va reorganitzar l'IRA i en nomenà De Valera president i Richard Mulcahy cap d'estat major, reservant-se ell la direcció i organització i el reclutament. D'aquesta manera va organitzar la fuga de De Valera de la presó.
El desembre del 1918 se celebraren eleccions a Westminster. El Sinn Féin va obtenir 486.867 vots, el 47,7% (61% als comtats del Sud i el 23,9% als sis del Nord) i 73 diputats dels 105 en joc (entre ells Coileáin, Griffith, De Valera i la comtessa Markiewicz), 292.722 vots i 26 escons els unionistes d'Edward Carson (el 60,1% dels vots al Nord) i només 238.477 vots i 6 escons el partit de Redmont (amb el 23% dels vots). Això provocarà la dimissió de Redmont el partit irlandès, substituït per John Dillon, qui no podrà evitar la pràctica desaparició i absorció pel Sinn Féin, més adaptat a la nova situació. Els 73 parlamentaris del Sinn Féin decidiren no ocupar els escons a Westminster i adoptaren l'ideari independentista (42 encara eren empresonats acusats de conspiració).
El 21 de gener del 1919 els diputats del Sinn Féin es constituïren en un Dáil Éireann (Parlament Irlandès) provisional i nomenaren un govern de 27 membres que signarà una declaració d'independència. Cathal Brugga serà nomenat president provisional i adoptarà un programa democràtic influït pels postulats de Fintan Lalor; Constance Markiewicz serà ministre de treball. Pel març nomenaren un govern nou on De Valera serà president, Brugga ministre de defensa, i Coileáin de finances i alhora secretari general de l'IRA (nom adoptat definitivament pels Voluntaris Irlandesos), qui aconseguirà que els seus membres jurin lleialtat a la República Irlandesa.

## El conflicte
El 21 de gener del 1919 es va produir l'emboscada de Soloheadbeg, on membres dels Voluntaris Irlandesos van matar dos agents del Royal Irish Constabulary i, pel setembre, Mícheál Ó Coileáin obté l'accés als arxius policials de Dublín, on hi ha documentació sobre els policies i agents britànics, delators, etc., contra els quals l'IRA extremarà la seva campanya.
Pel març del 1920 les columnes mòbils de l'IRA, comandades per Tom Barry, atacaren els quarters de Cork. Com a represàlia, el 19 de març el RIC matà l'alcalde de Cork i militant de l'IRA i del Sinn Féin, Tomas Mac Curtain (1884-1920). Fou substituït per un jove heroi de l'aixecament de Pasqua, Terence MacSwiney, que fou detingut el dia 21 d'agost acusat de conspiració. Com a protesta, inicià aleshores una vaga de fam amb uns altres 11 regidors, entre ells Michael Fitzgerald i Joseph Murphy, i va morir el 24 d'octubre. El seu enterrament fou una gran manifestació de dol i donà pretext a l'IRA per a dur a terme actes de represàlia, sobretot després de la mort de Fitzgerald el 17 i Murphy el 25 d'octubre.
Pel juny del 1920 l'IRA inicià una ofensiva contra els RIC que els provocà 55 morts i 74 ferits. Per aquest motiu uns 2.000 RIC havien renunciat a llur feina el juliol del 1921. Però com a venjança, els RIC deixaren el lloc als black and bans, que el 28 d'abril del 1920 assolaren Limerick i hi agrediren civils; el 20 de setembre assaltaren Balbriggan (comtat de Dublín), matant dos civils; i el 29 de desembre cremaren cases a Middleton (comtat de Cork) per una emboscada de l'IRA en la qual moriren tres RIC. Com a represàlia, l'IRA va cremar durant l'any 315 cases de membres del RIC.
Però l'IRA perdé en combat Sean Tracy, en un atac a Dublín el 14 d'octubre, i l'u de novembre fou executat pels britànics Kevin Barry per la mort d'un soldat britànic en una emboscada. Poc després, a l'Índia s'amotinaren els irlandesos dels Connaught Rangers, i per això el 2 de novembre fou executat James Daly. Això va provocar una nova acció de represàlia, quan degollaren 12 agents britànics d'espionatge, coneguts com els Cairo Gang.
Aquell mateix dia, els black and tans protagonitzaren el més bestial acte de represàlia contra civils, conegut com a Bloody Sunday: mataren 12 civils i en feriren 60 en el Crooke Park de Dublín en un partit de hurling entre els equips de Dublín i Tipperary, i a la nit tres membres de l'IRA foren crivellats al castell de Dublín. També executaren els membres de l'IRA Paddy Moran (de Crossna, comtat de Roscommon), veterà de Pasqua, capità de la Companyia D, segon batalló; Thomas Whelan (de Galway), Thomas Brian (de Dublín), Paddy Doyle, Frank Flood, tinent de la companyia H, Bernard Ryan, Thomas Traynor, Edward Foley i Patrick Maher. Durant l'any 1920 el RIC havia cremat 100 aldees i 2.500 edificis civils.
L'IRA continuà les accions. El 28 de novembre la columna de Tom Barry matà 17 auxiliars a Macroom (comtat de Cork), i com a resposta els black and tans cremaren el centre de la vila de Cork el 12 de desembre. Per tal d'acabar amb el conflicte, els britànics van fer detenir Arthur Griffith, cap del govern provisional, de manera que el seu successor, Michael O'Flanagan, demanà una treva als britànics.

## Treva, eleccions i tractat
El 24 de desembre del 1920 s'aprovà la Government of Ireland Act, per la qual es formaven dues regions autònomes en tot llevat defensa, política exterior i economia. Al Sud, de 26 comtats de majoria nacionalista, i al Nord, dels sis comtats de majoria unionista. El 19 de maig del 1921 se celebraren les eleccions en les dues parts:
- Les eleccions generals d'Irlanda del Nord de 1921 on es repartiren 52 escons, dels quals 40 foren pels unionistes i 12 pel Partit Nacionalista Irlandès de Joseph Devlin, format per la coalició del Sinn Féin amb les restes del partit parlamentari irlandès. Els nacionalistes foren majoritaris al comtat de Tyrone i al comtat de Fermanagh.
- Al Sud, 129 escons, dels quals 124 foren pel Sinn Féin i els altres 4 per als unionistes (majoritàriament a Dublín),

Malgrat la treva, el 25 de maig del 1921 el Dail ordenà l'IRA atacar l'Oficina de Duanes de Dublín, provocant cinc morts i 80 detinguts. Tanmateix, l'IRA era delmat per la manca d'armes, i per això es dedicà a cremar propietats dels unionistes. Com a resposta, el 10 de juliol del 1921 a Belfast els B Specials atacaren 150 llars catòliques provocant 15 morts i 68 ferits. L'11 de juliol del 1921 es declarà definitivament una treva entre l'IRA i el govern britànic que conduirà finalment a la signatura del Tractat Angloirlandès. S'havia produït un total de 1.500 morts.